# واراب (ایالت)
واراب (به لاتین: Warrap، عربی: واراب) یک ایالت در سودان جنوبی است که مرکز آن کوایوک می‌باشد.